# Ildikó Bóbis
Ildikó Farkasinszky-Bóbis (Budapest, 5 de septiembre de 1945) es una deportista húngara que compitió en esgrima, especialista en la modalidad de florete.
Participó en tres Juegos Olímpicos de Verano entre los años 1968 y 1976, obteniendo en total cuatro medallas: plata en México 1968, dos platas en Múnich 1972 y bronce en Montreal 1976. Ganó diez medallas en el Campeonato Mundial de Esgrima entre los años 1966 y 1975.

## Palmarés internacional
| Juegos Olímpicos   | Juegos Olímpicos          | Juegos Olímpicos  | Juegos Olímpicos    |
| Año                | Lugar                     | Medalla           | Prueba              |
| ------------------ | ------------------------- | ----------------- | ------------------- |
| 1968               | Ciudad de México (México) | Medalla de plata  | Florete por equipos |
| 1972               | Múnich (RFA)              | Medalla de plata  | Florete individual  |
| 1972               | Múnich (RFA)              | Medalla de plata  | Florete por equipos |
| 1976               | Montreal (Canadá)         | Medalla de bronce | Florete por equipos |
| Campeonato Mundial |                           |                   |                     |
| Año                | Lugar                     | Medalla           | Prueba              |
| 1966               | Moscú (URSS)              | Medalla de plata  | Florete por equipos |
| 1966               | Moscú (URSS)              | Medalla de bronce | Florete individual  |
| 1967               | Montreal (Canadá)         | Medalla de oro    | Florete por equipos |
| 1967               | Montreal (Canadá)         | Medalla de bronce | Florete individual  |
| 1971               | Viena (Austria)           | Medalla de plata  | Florete por equipos |
| 1973               | Gotemburgo (Suecia)       | Medalla de oro    | Florete por equipos |
| 1974               | Grenoble (Francia)        | Medalla de oro    | Florete individual  |
| 1974               | Grenoble (Francia)        | Medalla de plata  | Florete por equipos |
| 1975               | Budapest (Hungría)        | Medalla de plata  | Florete por equipos |
| 1975               | Budapest (Hungría)        | Medalla de bronce | Florete individual  |